# Канунніков Михайло Якович
Михайло Якович Канунніков (нар. 1902, село Чурилово (Чуриново) Ярославської губернії, тепер Ярославської області, Російська Федерація — 26 серпня 1984, місто Москва) — радянський партійний і державний діяч, перший секретар Кіровського, Куйбишевського, Ярославського, Псковського обласних комітетів ВКП(б) (КПРС). Член Центральної ревізійної комісії ВКП(б) в 1939—1952 роках. Кандидат у члени ЦК КПРС в 1952—1961 роках. Депутат Верховної Ради СРСР 1-го, 4—5-го скликань.

## Біографія
Народився в бідній селянській родині. У серпні 1913 — вересні 1918 року — розвізник молока молочного складу Щеглова і Приютіна у місті Петрограді. У вересні 1918 — серпні 1921 року — селянин у господарстві батька в селі Чурилово Ярославської губернії. У 1921 році вступив до комсомолу.
У серпні 1921 — травні 1922 року — слухач губернської радянської партійної школи в місті Рибінську Ярославської губернії.
У травні 1922 — вересні 1924 року — слюсар, секретар комітету комсомолу олійного заводу села Масальського Угличського району Ярославської губернії.
У вересні 1924 — жовтні 1928 року — червонофлотець Чорноморського флоту РСЧА у місті Севастополі. У 1926 році закінчив машинну школу Чорноморського флоту у Севастополі.
Член ВКП(б) з травня 1926 року.
У жовтні 1928 — жовтні 1929 року — слюсар, секретар осередку ВКП(б) 5-ї державної електростанції міста Ленінграда.
У жовтні 1929 — січні 1931 року — секретар комітету ВКП(б) Ленінградського деревообробного заводу № 4 (державної шпульної фабрики № 5) імені Володарського. У 1930 році закінчив курси із підготовки до вищих технічних навчальних закладів.
У січні 1931 — травні 1934 року — студент технологічного факультету Ленінградського машинобудівного інституту, закінчив три курси. У березні 1934 — липні 1935 року — студент Ленінградського інституту східних мов, закінчив один курси. У липні 1935 — лютому 1938 року — слухач факультету історії Інституту червоної професури в Москві.
У лютому — травні 1938 року — 2-й секретар Кіровського обласного комітету ВКП(б).
У травні — червні 1938 року — в.о. 1-го секретаря Кіровського обласного комітету ВКП(б). 20 червня 1938 — 17 вересня 1940 року — 1-й секретар Кіровського обласного комітету ВКП(б).
23 серпня 1940 — 9 січня 1942 року — 1-й секретар Куйбишевського обласного комітету ВКП(б).
У січні — липні 1942 року — 1-й секретар Ярославського обласного комітету ВКП(б).
У липні 1942 — липні 1947 року — відповідальний організатор, інспектор Управління кадрів ЦК ВКП(б). У липні 1947 — липні 1951 року — інспектор ЦК ВКП(б).
14 липня 1951 — квітень 1961 року — 1-й секретар Псковського обласного комітету ВКП(б) (КПРС).
З квітня 1961 року — на пенсії в Москві.

## Нагороди та звання
- орден Вітчизняної війни ІІ ст.
- ордени
- медаль «За трудову доблесть»
- медалі